# ロゼと黄昏の古城
『ロゼと黄昏の古城』（ロゼとたそがれのこじょう）は、日本一ソフトウェアより2016年4月26日に発売されたPlayStation Vita用ゲームソフト。2017年4月12日にはWindows版もリリースされた。

## 概要
日本一ソフトウェアが手掛ける謎解きアクションアドベンチャー、『htoL#NiQ -ホタルノニッキ-』の流れを汲む第2作。
前作同様、ディレクター及びキャラクターデザインを古谷優幸が担当する。
ロゼと巨人がある古城を進んでいく物語。流血シーンもある。

## 登場キャラクター
ロゼ
本作の主人公である少女。
なぜか崩れた地下牢で気を失っており背中には呪いの茨が生えている。おうちに帰る事を願い自身の持つ力を使用したり巨人と協力したりして古城から逃げ出そうとする。
基本的にはある修道院に住んでいる。また、ロゼと古城には何かしらの因縁がある模様。
なぜか血（赤）と時間を操る力を持っており、この力は茨の力とも言われている。
古城からの脱出には大量の血液が必要なためロゼは古城からの脱出のために多量の血を流す事になる。
巨人
本作のもう一人の主人公であるキャラクター。
古城の奥深くでねむっていたがロゼによってよみがえり、ロゼの味方となりロゼの古城からの脱出に協力をする。
外見は人間の姿ではなく、顔部分が渦巻きのようになっており巨体である。
怪力の持ち主でもあり、障害物をものともしない。
ブラン
ロゼそっくりの少女。

## スタッフ
- ディレクター / キャラクターデザイン - 古谷優幸[1]
- 音楽 - 杉江一[1]

## 歌曲
「blood of blanc」
作詞・作曲・編曲 - 杉江一 / 歌手 - 熊田さとみ
「ruin of rose」
作詞・作曲・編曲 - 杉江一 / 歌手 - 熊田さとみ